# 臺灣燦蛺蝶
臺灣燦蛺蝶（学名：Sephisa daimio），又名臺灣帥蛺蝶、白裙黃斑蛺蝶、高砂黃斑挾蝶、臺灣黃胡麻斑蛺蝶、臺灣黃斑蛺蝶、臺灣繚斑蛺蝶、台灣帥蛺蝶、台灣燦蛺蝶、台灣黃胡麻斑蛺蝶、台灣繚斑蛺蝶、台灣黃斑蛺蝶，为蛺蝶科帥蛺蝶屬下的一个种。

## 描述
本種雌雄差異明顯，屬中型蛺蝶。
雄蝶：體色多為黑褐色，頭部帶白斑，口器乳黃色，下唇鬚背面黑褐、腹面白。胸部腹面有白斑，足多白色帶黑褐條紋，前足癒合、有毛。腹部背面褐色、腹面白色。前翅長33-37 mm，呈三角形，外緣略凸；後翅葉狀，翅脈稍突出。翅背橙色底，綴黑褐斑，外側呈波狀帶紋，內側為不規則斑點。翅腹橙黃為主，混有黑紋及白色箭紋，後翅白紋明顯。
雌蝶體型與雄蝶相似，但後翅背面內側多明顯白紋，前足分節、有爪、無毛。翅色以橙黑紋為主，基部亦有白紋。緣毛黑褐。

## 分布
本種為台灣特有種，分布於台灣地區中海拔地區。

## 生態習性
棲息於常綠闊葉林，一年一代。成蝶飛行快速敏捷，常活動於樹冠與林緣，喜吸食樹液與腐果，以幼蟲態越冬。幼蟲取食殼斗科赤皮青岡。

## 資料來源
1. 1 2  徐堉峰，梁家源，黃智偉，沈宗諭. . 農業部林業及自然保育署. 2021/12. ISBN 9786267100523.
2. ↑  徐堉峰. . 台中市: 晨星出版社. 2013. ISBN 978-986-177-669-9.

## 外部連結
- 维基共享资源上的相關多媒體資源：臺灣燦蛺蝶
- 維基物種上的相關：臺灣燦蛺蝶